# Black Uhuru
Black Uhuru (z ang. i suahili dosł. „czarna wolność”) – jamajska grupa muzyczna wykonująca reggae, założona na początku lat 70. przez Derricka „Duckie” Simpsona, Euvina „Don Carlosa” Spencera i Rudolpha „Gartha” Dennisa; jeden z najsłynniejszych zespołów roots reggae w historii, w roku 1985 uhonorowany pierwszą w historii nagrodą Grammy w kategorii najlepszy album reggae.

## Historia
Korzenie formacji sięgają roku 1972, kiedy to wspomniana trójka młodych muzyków z Waterhouse, slumsowej dzielnicy Kingston, założyła trio wokalne pod nazwą „Uhuru”. Ich pierwszy singel pt. „Folk Song”, będący coverem przeboju Curtisa Mayfielda „Romancing To The Folk Song”, wydała wytwórnia Top Cat Records. Podobnie jak dwa kolejne utwory, „Time Is On Our Side” i „Slow Coach”, nie znalazł on jednak uznania wśród słuchaczy i przeszedł zupełnie bez echa, wobec czego trio zakończyło współpracę. Garth Dennis i Don Carlos postanowili rozpocząć kariery solowe, natomiast Simpson podjął próbę reaktywacji zespołu, zapraszając w ich miejsce Errola „Jaya” Wilsona i Michaela Rose’a; w roku 1975 przyjęli oni nazwę „Black Sounds Uhro”. Wkrótce nawiązali współpracę ze znanym producentem King Jammym, czego owocem był pierwszy album studyjny grupy, wydany w roku 1977 przez Third World Records Love Crisis. Niedługo po zakończeniu nagrań formację opuścił Wilson, który powrócił do swojego dawnego bandu The Jays, a jego miejsce zajęła pochodząca z USA wokalistka Sandra „Puma” Jones; równocześnie muzycy nawiązali współpracę z perkusistą Lowellem „Sly” Dunbarem i basistą Robbie Shakespearem, tworzącymi w duecie najsłynniejszą w historii muzyki reggae sekcję rytmiczną Sly & Robbie. Wtedy też zespół ostatecznie zmienił swoją nazwę na Black Uhuru.
W tak odnowionym składzie formacja nagrała kolejną płytę długogrającą, począwszy od której rolę głównego wokalisty przejął Rose. Krążek ten, zatytułowany Showcase, ukazał się w roku 1979 nakładem założonego przez Dunbara i Shakespeare’a labelu Taxi Records; co więcej, odniósł sukces również w Wielkiej Brytanii, gdzie wydała go wytwórnia D-Roy Records. Dzięki temu grupa zwróciła na siebie uwagę znanego producenta Chrisa Blackwella, właściciela prężnie rozwijającej się londyńskiej wytwórni Island Records. Zdecydował się on podpisać z muzykami kontrakt, w wyniku którego na kolejne pięć lat Island zostało ekskluzywnym wydawcą płyt zespołu w Europie (podczas gdy na Jamajce ukazywały się one w dalszym ciągu nakładem Taxi Records): Sinsemilla (1980), Red (1981), Chill Out (1982), The Dub Factor (1983) i Anthem (1984). Wszystkie te albumy zostały świetnie odebrane przez słuchaczy i krytyków, a ponadto za ostatni z nich w roku 1985 muzycy uhonorowani zostali pierwszą w historii nagrodą Grammy w kategorii najlepszy album reggae. Pomimo wszystkich tych sukcesów i ogromnej popularności, nie mogąc znaleźć wspólnego zdania z Simpsonem, Rose opuścił zespół by kontynuować karierę solową.
Wywołana niespodziewanym odejściem Rose’a przerwa w działalności formacji nie trwała długo – już na początku 1986 roku Simpson zwerbował w jego miejsce Delroya „Juniora” Reida. Następnie podpisał umowę z wytwórnią RAS Records, która wydała dwa kolejne albumy studyjne zespołu, Brutal (1986) i Positive (1987), oba poparte osobnymi krążkami ze zdubowanymi wersjami utworów. Podczas nagrań na drugą z tych płyt zespół zmuszona była opuścić Puma Jones, u której stwierdzono raka piersi. Zastąpiła ją, także na pozostałej części sesji nagraniowych, Janet „Olafunke” Reid. W dalszej kolejności grupa planowała zorganizowanie promującej jej najnowsze wydawnictwa trasy koncertowej w USA, jednak Reidowi odmówiono wydania amerykańskiej wizy; w dodatku popadł on w konflikt z Simpsonem i wkrótce opuścił formację, podobnie zresztą jak Olafunke. Na skutek tych wydarzeń jedynym wokalistą w zespole pozostał Simpson, który mimo to nie zawiesił działalności Black Uhuru, wciąż dając jeszcze okazjonalne koncerty. Na jednym z nich, w roku 1989 w Kalifornii, całkowicie przypadkowo spotkał również mających tam wystąpić Don Carlosa i Gartha Dennisa. Spotkanie po latach skłoniło ich do podjęcia próby reaktywacji zespołu w jego pierwotnym kształcie. W efekcie nagrali dla Mesa Records cztery kolejne albumy studyjne: Now (1990), Iron Storm (1991), Mystical Truth (1992) oraz Strongg (1994); do wszystkich ukazały się również wersje dubowe.
W połowie lat 90. doszło do jeszcze jednego konfliktu muzyków w historii grupy, tym razem na linii Simpson – Don Carlos. W efekcie, w roku 1996 doszło do kuriozalnej sytuacji, w której na trasę koncertową po USA wyruszyły dwa całkowicie odrębne składy pod nazwą Black Uhuru: jeden firmowany przez Simpsona, drugi zaś przez Don Carlosa i Dennisa. Sprawa znalazła swój ostateczny finał w roku 1997, kiedy to sąd w Los Angeles przyznał wyłączność praw do nazwy Simpsonowi, dodatkowo nakazując Don Carlosowi wypłacić byłemu koledze z zespołu 250 000 $ rekompensaty. Po wygranym procesie Simpson zaprosił do składu formacji Andrew Beesa i Jennifer „Nyah” Connally, z którymi nagrał dwa nowe albumy studyjne: Unification (1998) i Dynasty (2001). Kiedy w roku 2003 Bees postanowił odejść by skupić się na karierze solowej, wydawało się, że to już definitywny koniec Black Uhuru. Niespodziewanie, w rok później do zespołu powrócił Rose (trio wokalne uzupełniła Kay Starr). W tym składzie grupa do dziś koncertuje, wydała także singel pt. „Dollars”. Wciąż nie ukazała się jeszcze jednak zapowiadana od 2008 roku całkowicie nowa płyta zespołu, As the World Turns.
Podczas swoich europejskich tras koncertowych Black Uhuru dwukrotnie odwiedzili Polskę, w obydwu przypadkach występując na deskach warszawskiego klubu Proxima: 31 sierpnia 2003 roku oraz 25 listopada 2007 roku.

## Skład zespołu

### Obecni wokaliści
- Duckie Simpson
- Michael Rose
- Kay Starr

### Byli wokaliści
- Don Carlos (1972–1974 oraz 1990–1995)
- Rudolph „Garth” Dennis (1972–1974 oraz 1990–1995)
- Errol „Jay” Wilson (1975–1977)
- Puma Jones (1978–1986)
- Junior Reid (1986–1987)
- Janet „Olafunke” Reid (1987)
- Andrew Bees (1998–2003)
- Jennifer „Nyah” Connally (1998–2003)

### Instrumentaliści najczęściej współpracujący z zespołem
- Earl „Chinna” Smith – gitara
- Leebert „Gibby” Morrison – gitara
- Robbie Shakespeare – gitara basowa
- Chris Meredith – gitara basowa
- Earl „Bagga” Walker – gitara basowa
- Sly Dunbar – perkusja
- Carlton „Santa” Davis – perkusja
- Uziah „Sticky” Thompson – perkusja
- Christopher „Sky Juice” Blake – perkusja
- Marcus „Rangatan” Smith – perkusja
- Sydney Wolfe – perkusja
- Tony „Asha” Brissett – instrumenty klawiszowe